# خانه والی (راین)
خانه والی (راین) مربوط به دوره قاجار است و در راین، کوچه خانها واقع شده و این اثر در تاریخ ۷ مهر ۱۳۸۱ با شمارهٔ ثبت ۶۱۱۷ به‌عنوان یکی از آثار ملی ایران به ثبت رسیده است.